# La canonica di Framley
La canonica di Framley (Framley Parsonage) è un romanzo dello scrittore inglese Anthony Trollope apparso dapprima a puntate sul mensile The Cornhill Magazine nel 1860, e pubblicato in volume a Londra nell'aprile 1861. È il quarto romanzo del ciclo della Contea di Barset (Chronicles of Barsetshire), preceduto da Il dottor Thorne e seguito da La casetta ad Allington.

## Storia editoriale
La canonica di Framley è il quarto romanzo del ciclo Chronicles of Barsetshire (Cronache della Contea di Barset), sei romanzi pubblicati tra il 1855 e il 1867 ambientati nella contea immaginaria inglese di Barset. Nel ciclo, La canonica di Framley è preceduto dai romanzi L'amministratore o Un caso di coscienza (The Warden del 1855), Le torri di Barchester (Barchester Towers del 1857) e Il dottor Thorne (Doctor Thorne del 1858) e seguito dai romanzi La casetta ad Allington (The Small House at Allington del 1864) e L'ultima cronaca di Barset (The Last Chronicle of Barset del 1867).  La canonica di Framley fu scritto fra il 1858 e il 1860 e pubblicato dapprima a puntate, senza indicazione del nome dell'autore, sulla neonata rivista The Cornhill Magazine dal gennaio 1860 all'aprile 1861, con illustrazioni di John Everett Millais.  Henry Trollope, figlio dell'autore, nella Prefazione all'autobiografia paterna afferma che Framley Parsonage è l'unica opera di Anthony Trollope di cui sia stata pubblicata la prima puntata prima ancora che il romanzo fosse stato completato.  Fu pubblicato in volume a Londra nell'aprile 1861 dalla Smith, Elder & Co. e divenne il primo successo popolare di Trollope. Il romanzo è stato tradotto in italiano per la prima volta da Rossella Cazzullo ed edito da Sellerio nel 2001 e nel 2006.

## Trama
Lady Lufton ha affidato la cura della parrocchia di Framley al ventiseienne Mark Robarts, con una congrua rendita e una comoda residenza. Ma il giovane ecclesiastico incorre nella disapprovazione della sua protettrice legandosi a Sowerby, un membro del Parlamento amante del gioco d'azzardo, di cui per avventatezza Robarts avalla delle cambiali. Dopo un infruttuoso tentativo di sposare la ricca Martha Dunstable, Sowerby, dichiara bancarotta con l'impossibilità di pagare le cambiali alla scadenza. Robarts non ha però il danaro per pagare le cambiali di Sowerby. Nel frattempo il giovane Lord Lufton si è innamorato di Lucy Robarts, sorella di Mark; ma Lady Lufton si oppone energicamente al matrimonio desiderando per il figlio il matrimonio con la bella e ricca Griselda Grantly, figlia dell'arcidiacono. Solo la tenacia e la costanza del figlio nel suo attaccamento per Lucy e il carattere generoso di Lucy vinceranno col tempo l'ostilità di Lady Lufton. Lucy infatti conquista l'affetto di Lady Lufton assistendo, durante una grave malattia, la moglie di un povero ecclesiastico. Lieto fine con ben quattro matrimoni: Lord Lufton sposa Lucy Robarts, Griselda sposa il ricco Lord Dumbello, Martha Dunstable sposa il Dottor Thorne (protagonista del precedente romanzo del ciclo), Frank Gresham sposa Mary Thorne.  Mark Robarts comprende i suoi errori e riesce infine a trarsi fuori dalle difficoltà finanziarie grazie all'aiuto di Lord Lufton che acquista in extremis le cambiali quando gli ufficiali giudiziari si presentano alla canonica per pignorare i beni dello sprovveduto ecclesiastico.

## Personaggi
Lady Luftonvedova, pari di Framley Court, madre di Lord Lufton, protettrice di Mark Robarts
Ludovic, Lord Luftongiovane Lord, figlio di Lady Lufton, amico ed ex compagno di scuola di Mark Robarts, si innamorerà di Lucy Robarts
Reverendo Mark Robartsprotagonista del romanzo, vicario di Framley, protetto da Lady Lufton
Mrs Fanny Mosell in Robartsmoglie assennata di Mark Robarts, scelta per lui da Lady Lufton
Miss Lucy Robartssorella più giovane di Mark Robarts, ragazza generosa e disinteressata
Justinia Lufton in Meredith (Lady Meredith)figlia di Lady Lufton, sorella di Lord Lufton, moglie di Sir George Meredith
Sir George Meredithmarito di Justinia Lufton
Dr Theophilus Grantlyautorevole arcidiacono di Barchester, vive a Plumstead Episcopi con la moglie e la figlia Griselda
Mrs Grantly, nata Hardingmoglie dell'arcidiacono Grantly
Griselda Grantlyfiglia maggiore dell'arcidiacono Grantly, molto bella, «con un che di statuario nella sua grazia (...) pacata e non molto incline a parlare in società» 
Vescovo Proudievescovo di Barchester
Mrs Proudiemoglie autoritaria del vescovo
Miss Olivia Proudiefiglia maggiore  del vescovo
Rev. Josiah Crawleyvicario di Hogglestock, povero ma orgoglioso
Mrs Mary Crawleymoglie del vicario, madre di quattro figli, si ammala
Harold Smithmembro del Parlamento e, per un breve periodo, membro del Governo
Mrs Harriet Sowerby in Smithmoglie di Harold Smith, sorella di Nathianel Sowerby e amica intima di Martha Dunstable.
Francis Newbold Gresham jr ("Frank")giovane e ricco proprietario di Boxhall Hill, ha da poco sposato Mary Thorne
Mrs Mary Thorne in Greshamnipote del Dr. Thorne, diventa una ricca ereditiera, moglie di Frank Gresham
Dr Arabindecano di Barchester, amico del vicario Crawley
Mrs Arabinmoglie del Dr. Arabin, sorella della signora Grantly
Nathaniel Sowerbyinaffidabile membro del Parlamento, Whig, cognato di Harold Smith, convince Mark Robarts a garantire delle cambiali
Dr Thomas Thornemedico e farmacista, zio di Mary Gresham
Duca di Omniumpotente politico Whig, oppositore di Lady Lufton, principale creditore di Nathaniel Sowerby
Martha Dunstablericca e generosa ereditiera, «proprietaria del famoso Olio di Libano, inventato dal suo compianto padre e da lui brevettato con il fantastico risultato di accumulare una vera fortuna»
Lord Dumbellogiovane erede del Marchesato di Hartletop, corteggiatore di Griselda Grantly
Mr. Supplehousegiornalista,  membro del Parlamento, amico di Nathaniel Sowerby

## Edizioni
- Framley Parsonage, vol. 1-3, 1ª ed., London, Smith, Elder & Co., 1861.
- La canonica di Framley, collana Il castello ; 109, traduzione di Rossella Cazzullo, 1ª ed., Palermo, Sellerio, 2001, ISBN 88-389-1662-4.
- La canonica di Framley, collana La memoria ; 674, traduzione di Rossella Cazzullo, 2ª ed., Palermo, Sellerio, 2006, ISBN 978-88-389-2113-1.

## Critica
Tutti i romanzi del ciclo di Barset trattano dei rapporti tra il clero e la nobiltà, le manovre politiche, amorose e sociali tra i soggetti appartenenti alle suddette classi sociali. I romanzi del ciclo sono accomunati da una cornice narrativa senza un disegno preordinato: nei sei romanzi Trollope riprende gli stessi personaggi nei medesimi luoghi immaginari, seguendone i mutamenti nel tempo. Per Renata Barocas il paesaggio non ha funzione di natura operante sugli uomini, ma è solo la cornice adatta a rappresentare quella classe media e quel clero che furono per lo scrittore l'elemento umano più congeniale e perciò preferito.  I personaggi della Canonica di Framley sono apparsi tutti nei tre romanzi precedenti del ciclo, tranne la famiglia del curato Crawley che in questo romanzo fa la sua prima apparizione. La canonica di Framley è il primo romanzo di  Trollope ad essere apparso a puntate; la novità diede a Trollope un nuovo pubblico e il romanzo ebbe un successo maggiore di quello di qualsiasi altra opera di Trollope pubblicata in precedenza.